# گورستان تاریخی بزلر هفشجان
گورستان تاریخی بُزلَر هفشجان مربوط به دوره صفوی به بعد است و در شهرستان شهرکرد هفشجان، ابتدای شهر واقع شده و این اثر در تاریخ ۸ مرداد ۱۳۸۱ با شمارهٔ ثبت ۵۹۹۹ به‌عنوان یکی از آثار ملی ایران به ثبت رسیده است.
شهر هفشجان در گذشته یکی از مراکز مهم شیرتراشی بوده‌است و اکنون تعدادی از سنگ‌تراشهای قدیمی در هفشجان در قید حیاتند. شیرهایی که در قبرستان‌های هفشجان باقی مانده‌است، از زیباترین و خوش‌نقش‌ترین شیرهای سنگی محسوب می‌شوند. قدیمی‌ترین شیر سنگی موجود در استان چهار محال و بختیاری مربوط به دوره صفویه است. بنا به گفته‌ها شیر سنگی یادگار دوران ماد هاست. در ۳ دهه گذشته شیرهای سنگی بی نظیر این قبرستان به غارت کشیده شدند. پرویز تناولی از معروف‌ترین مجسمه سازان ایران کتابی در خصوص شیر سنگی به چاپ رسانده است که شیر سنگی هفشجان را از مهم‌ترین نمونه‌های ایران برشمرده است.

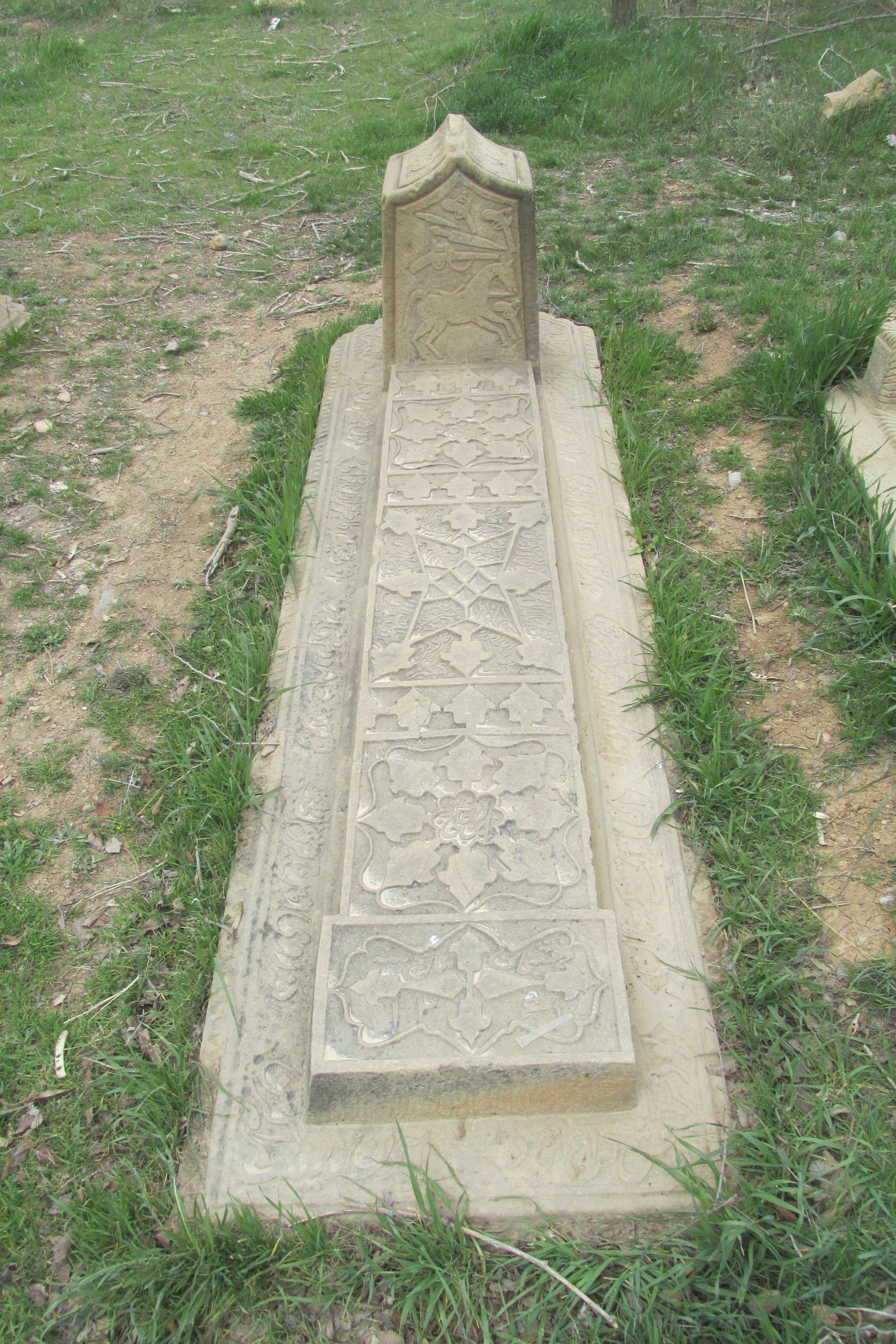
سنگ قبری از قبرستان تاریخی بُزلَر هفشجان.